# Banyuls-dels-Aspres
Banyuls-dels-Aspres (în catalană Banyuls dels Aspres) este o comună în departamentul Pyrénées-Orientales din sudul Franței. În 2009 avea o populație de 1.175 de locuitori.

## Evoluția populației
| An        | 1975 | 1982 | 1990 | 1999  | 2006  | 2009  |
| --------- | ---- | ---- | ---- | ----- | ----- | ----- |
| Populație | 683  | 660  | 850  | 1.007 | 1.136 | 1.175 |